# SG Ordnungspolizei Warschau
SG Ordnungspolizei Warschau (celým názvem: Sportgemeinschaft der Ordnungspolizei Warschau) byl německý policejní sportovní klub, který sídlil ve městě Warschau v Generálním gouvernementu. Založen byl v roce 1940 po anexi polského města Warszawa. Zanikl v roce 1944 po postupném ústupu německých vojsk z území města.
Největším úspěchem klubu byla jednoroční účast v konečné fázi Gauligy Generalgouvernement, jedné ze skupin tehdejší nejvyšší fotbalové soutěže na území Německa.

## Umístění v jednotlivých sezonách
Stručný přehled
Zdroj: 
- 1942–1943: Gauliga Generalgouvernement

Jednotlivé ročníky
Zdroj: 
Legenda: Z - zápasy, V - výhry, R - remízy, P - porážky, VG - vstřelené góly, OG - obdržené góly, +/- - rozdíl skóre, B - body, červené podbarvení - sestup, zelené podbarvení - postup, fialové podbarvení - reorganizace, změna skupiny či soutěže
| Velkoněmecká říše (1942 – 1943) |                             |        |     |     |     |     |     |     |     |     |        |
| Sezóny                          | Liga                        | Úroveň | Z   | V   | R   | P   | VG  | OG  | +/- | B   | Pozice |
| 1942/43                         | Gauliga Generalgouvernement | 1      | ... | ... | ... | ... | ... | ... | ... | ... | ...    |